# Нерчинский уезд
Не́рчинский уе́зд (Нерчинский округ) — административно-территориальная единица в составе Забайкальской области и Забайкальской губернии. Административный центр — город Нерчинск.

## История
В 1851 году в составе Забайкальской области был образован Нерчинский округ.
В 1901 году Нерчинский округ переименован в Нерчинский уезд.
В 1920—1922 годах уезд входил в состав Забайкальской области Дальневосточной республики (ДВР), после ликвидации ДВР — в Забайкальскую губернию.
В 1926 году Нерчинский уезд упразднён, его территория вошла в состав Сретенского округа Дальневосточного края.

## Современное состояние
На территории бывшего Нерчинского уезда Забайкальской области сейчас располагаются Александрово-Заводский, Балейский, Могочинский, Нерчинский, Оловяннинский, Сретенский, Чернышевский, Шелопугинский, Шилкинский район

## Население
По данным переписи 1897 года в округе проживало 94 334 чел., в том числе русские — 94,5 %; евреи — 1,6 %; китайцы — 1,4 %. В уездном городе Нерчинске проживало 6639 чел.

## Административное деление
В 1913 году уезд делился на 17 станиц:
1. Догъ-Инское — правление в станице Догъ-Инская осн. 1726 при р. Буня лв.бг 7 пос
2. Жидкинское — правление в станице Жидкинская осн. 1780 при р. Унда пр.бг 5 пос земл-скот
3. Копунское — правление в станице Копунская осн. 1780 при р.Куренга пр.бг 9 пос и 2 улс земл-скот
4. Красноярское — правление в станице Красноярская осн. 1857 при р.Газимур или Малая Алея 7 пос
5. Куенгское — правление в станице Куенгская осн. 18 век при р. Куэнга лв.бг 6 пос
6. Кулаковское — правление в станице Кулаковская осн. 18 век при р. Урульга лв.бг 9 пос земл-скот
7. Куларское — правление в станице Куларская осн. 1785 при р. Шилка лв.бг 9 пос земл-скот
8. Курлыченское — правление в станице Курлыченская осн. 18 век при р. Курлыч 12 пос
9. Ломовское — правление в станице Ломовская осн. 18 век при р. Шилка лв.бг 10 пос земл-скот
10. Митрофановское — правление в станице Митрофановская осн. 1655 при р. Шилка 10 пос
11. Новотроицкое — правление в станице Новотроицкая осн. 1872 при р. Унда 12 пос земл-скот
12. Онон-Борзинское — правление в станице Онон-Борзинская осн. 1818 при р. Борзя 3 пос
13. Сретенское — правление в станице Сретенская осн.1775-1798 при р. Шилка 7 пос
14. Торгинское — правление в станице Торгинская осн. 1660-1662 при р. Торга лв.бг 8 пос
15. Улятуевское — правление в станице Улятуевская осн. 1740 при р . Улятуй 5 пос
16. Ундинское — правление в станице Ундинская осн. 1699 при р. Унда пр.бг 15 пос земл-скот
17. Шелопугинское — правление в станице Шелопугинская осн. 1782 при р. Унда лв.бг 10 пос земл-скот

## В 1914 году в составе уезда упоминаются
1. Ботовское — правление в станице Ботовская [[]] при р.Шилка [[]],
2. Ильдиканское — правление в станице Ильдиканская [[]]при р.Теленгуй [[]],
3. Усть-Теленгуйское — правление в станице Усть-Теленгуйская [[]] при р.Онон [[]].